# Sergeý Kalabwxïn
Sergeý Kalabwxïn (in kazako Сергей Калабухин?, in russo Сергей Калабухин?, Sergej Kalabuchin; 29 aprile 1972) è un ex calciatore kazako, di ruolo centrocampista.